# Església catòlica a Andorra
L'Església catòlica, tot i que a Andorra no hi ha cap religió oficial, la Constitució en fa una menció explícita, on també estableix la llibertat religiosa.
Cal notar també que un dels coprínceps del Principat és el bisbe catòlic de la Seu d'Urgell.
La principal religió al Principat és el Catolicisme. Però la constitució d'Andorra estableix que hi ha llibertat religiosa.
Aproximadament el 90% de la població d'Andorra és catòlica. L'islam és la segona religió que més s'hi practica, ja que hi habiten prop de 2.000 immigrants nord-africans, estant també representades diverses Esglésies protestants dels Mormons, els Testimonis de Jehovà i l'hinduisme.

## L'estructura de l'església catòlica a Andorra
Andorra des del punt de vista de l'estructura de l'Església catòlica forma part de la diòcesi d'Urgell, creada l'any 527. Aquesta diòcesi està integrada, o és sufragània de l'Arxidiòcesi de Tarragona, que té les següents diòcesis sufragànies: Girona, Lleida, Vic, Tortosa, Urgell i Solsona.
En el territori d'Andorra hi ha set parròquies: Encamp, Canillo, la Massana, Ordino, Andorra la Vella, Escaldes-Engordany i Sant Julià de Lòria. La parròquia d'Andorra la Vella, és la seu de l'Arxiprestat en la qual s'uneixen totes les parròquies.
Al servei dels fidels catòlics hi ha una dotzena de sacerdots, presidits per un arxiprest, responsables del culte i de la pastoral, i tres col·legis confessionals, el de Sant Ermengol, dirigit pels pares Salesians i els de la Sagrada Família i Mare Janer, dirigits per les germanes de l'Institut de la Sagrada Família d'Urgell, fundat per la mare Anna Maria Janer, sota la sol·licitud pastoral del Bisbe Caixal, al segle xix.
Els seglars són partícips de múltiples accions pastorals, bé a nivell arxiprestal, però especialment a nivell parroquial, com catequistes, educadors de joves, voluntaris en associacions etc. etc.